# Jack Torrance
Jack Torrance n. 20 iunie 1912, Mississippi, SUA – d. 10 noiembrie 1969, Parohia East Baton Rouge, Louisiana, SUA) a fost un atlet american. El a corectat de mai multe recordul mondial la aruncarea greutății.
În anul 1936 el a participat la Jocurile Olimpice de la Berlin, clasându-se pe locul cinci. Datorită înălțimii de peste 2 m, el a fost supranumit „Baby Elephant”. Jack Torrance a început cariera sportivă ca jucător de fotbal american la universitatea Louisiana din Baton Rouge.

## Palmares

### Campion american
- 1933: campion NCAA (16,10 m)
- 1933: campion AAU aer liber (15,67 m)
- 1934: campion NCAA (16,63 m)
- 1934: campion AAU aer liber (16,90 m)
- 1935: campion AAU aer liber (15,70 m) și sală (15,11 m)

### Recorduri mondiale la aruncarea greutății
- 16,30 m la 24 martie 1934 în Lafayette
- 16,80 m la 21 aprilie 1934 în Des Moines
- 16,89 m la 30 iunie 1934 în Milwaukee
- 17,40 m am 5 august 1934 în Oslo